# 韓国放送公社
韓国放送公社（かんこくほうそうこうしゃ、ハングル: 한국방송공사; ハンチャ: 韓國放送公社; RR: Han-guk Bangsong Gongsa; MR: Han'guk Pangsong Kongsa、通称：KBS）は、韓国の公共放送局である。ラジオ放送とテレビ放送を共に流すラテ兼営を行っている。

## 概説
前身は日本統治時代に設立された社団法人「朝鮮放送協会」（発足当時は社団法人京城放送局。1927年2月16日開局、呼出符号（コールサイン）はJODK）。1945年の解放以降は、名称をソウル中央放送局（呼出符号はHLKA）に変更され、大韓民国建国時に国営化された。1961年10月15日に地上波テレビ放送が開始され、1973年3月3日に現行の公営放送となった。
公営放送であるが、1981年から広告収入が認められているため、CMも放送されている。これは、全斗煥政権時代の1980年に行われた、いわゆる「言論統廃合」政策によって、東洋放送・東亜放送・西海放送・全日放送・韓国FM放送といった民放を統合したことによる。そのこともあり、旧東洋放送系のチャンネルと有料放送チャンネルに限って実施されている。また、韓国の提供クレジットは提供企業の名称が羅列しているだけであり、それを読み上げないのが一般的であるが、KBSでは、“提供”の字幕表示を省略している番組が他局よりも多い。

## ネットワーク

### 概要
- 本部の他、各地の放送局、海外10支局を有する。
- 各地の放送局は拠点局である「放送総局」と一般の放送局の2階建てになっている。放送総局は基本的に建国当時の直轄市（現在の広域市）と各道庁所在地に置かれる。

### 国内拠点

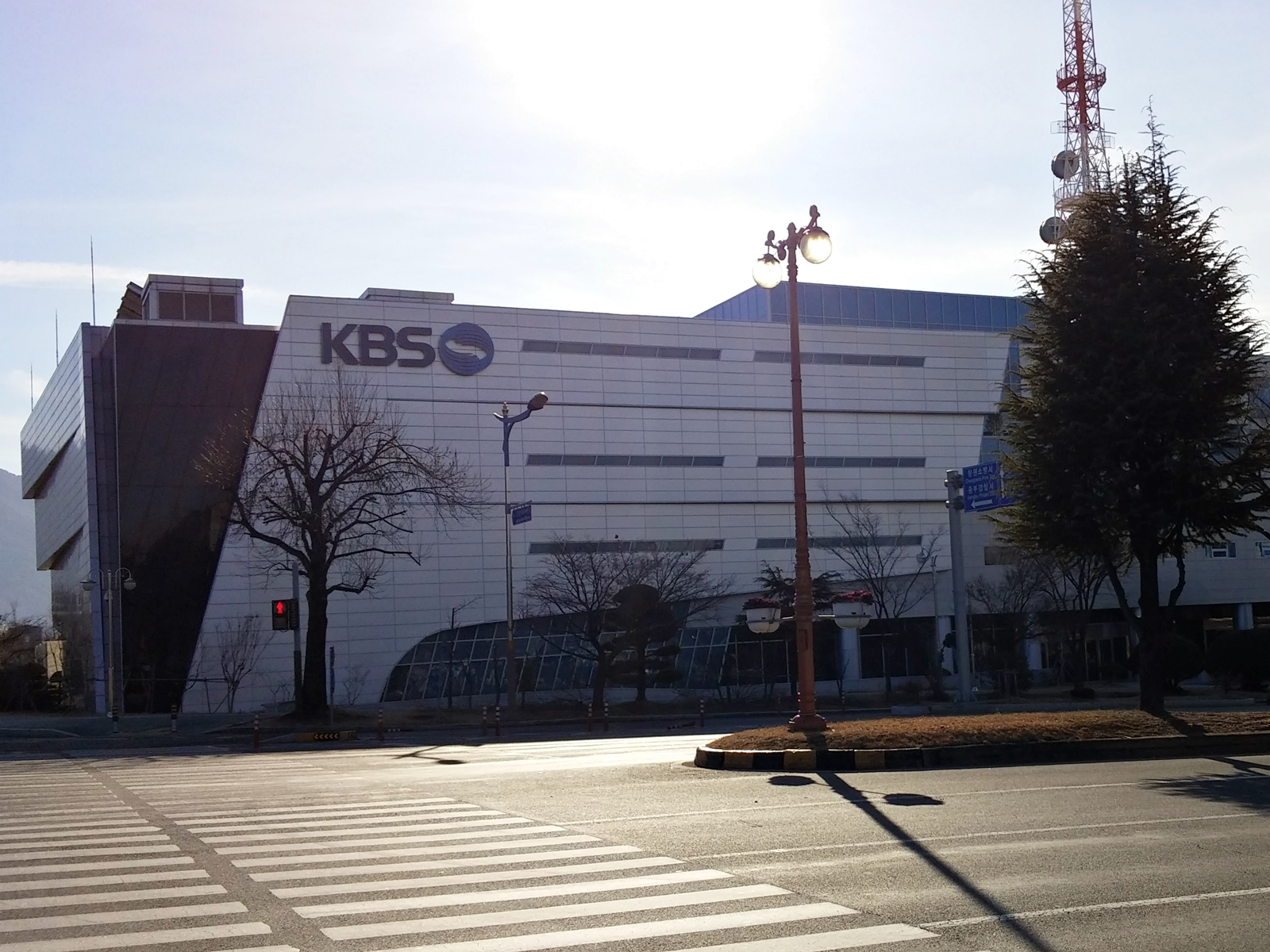
KBS昌原放送総局

| 道名                               | 放送総局 | 傘下放送局           | 廃止された放送局         |
| ---------------------------------- | -------- | -------------------- | ------------------------ |
| ソウル特別市 仁川広域市 京畿道     | 本部直轄 | 京仁センター（水原） |                          |
| 江原特別自治道                     | 春川     | 原州、江陵           | 寧越、太白、束草         |
| 大田広域市 世宗特別自治市 忠清南道 | 大田     | 大田                 | 公州                     |
| 忠清北道                           | 清州     | 忠州                 |                          |
| 全羅北道                           | 全州     | 全州                 | 群山（旧西海放送）、南原 |
| 光州広域市 全羅南道                | 光州     | 木浦、順天           | 麗水                     |
| 大邱広域市 慶尚北道                | 大邱     | 安東、浦項           |                          |
| 釜山広域市 蔚山広域市              | 釜山     | 蔚山                 |                          |
| 慶尚南道                           | 昌原     | 晋州                 |                          |
| 済州特別自治道                     | 済州     | 済州                 | 西帰浦                   |

### 国外拠点
- 東京支局（NHK放送センター内。他多数）

## 放送系統
多チャンネルであるが、地域ごとに視聴できる系統が異なっている。
その背景としては、1980年の全斗煥による言論統廃合により、KBSがMBC（文化放送）系列各社とCBS（基督教放送）以外の民放を吸収合併したことがある。
- 全国紙・中央日報社経営による「東洋放送」はKBSの第2テレビジョン・第3ラジオ（初代）[注釈 2]・第2FMに移行。
- 全国紙・東亜日報社経営による「東亜放送」(HLKJ/792KHz)はソウル・首都圏市民向けに生活情報やニュースなどを放送するKBSラジオソウルに移行された。なお、KBSラジオソウルは民放のソウル放送（現社名：SBS）に移管している。

その後教育テレビ放送、教育FM放送はKBSから分離して韓国教育放送公社（EBS）に移管している。

### 国内向けテレビジョン放送

#### 地上波チャンネル
KBS 1TV
略称：KBS 1TV。ニュース・時事・教養番組中心。もともとのKBSオリジナル系統。
KBS 2TV
略称：KBS 2TV。ドラマ・芸能番組中心だが、一部1TVとジャンルが被る。言論統廃合によって1980年11月30日で廃局した東洋放送から引き継いだ。
KBS第3テレビジョン
2017年5月31日首都圏地区で開局。世界初の地上波による超高精細度画質（4K）によるテレビジョン放送で、第1・第2それぞれで放送を行っている。但し導入に際し、試験段階でヨーロッパ方式を試していたものの本放送ではアメリカ方式を採用したため、一部でアメリカ方式に対応したセットトップボックスの追加購入を余儀なくされる事態となった。
地上波DMBテレビ放送 “U-KBS”
2005年まず首都圏で開始し、2年後に全国化。1TVサイマルの「U-KBS HEART」、2TVサイマルの「U-KBS STAR」がある。

#### ケーブル・衛星チャンネル（KBS N系列）
KBS drama（ドラマ・バラエティ専門）
キャッチフレーズは「あなたを愛しています」。最新のドラマとバラエティや、思い出のドラマや海外のテレビシリーズなどを放送している。
KBS N sports（スポーツ専門）
キャッチフレーズは「MORE THAN SPORTS」と「スポーツ、その以上の感動」。韓国内の様々のプロスポーツと海外のスポーツなどの実況中継を中心とする。
KBS joy（本格バラエティ専門）
キャッチフレーズは「想像、その以上の楽しさ」。本チャンネル自主制作のオリジナル番組が、ほかのチャンネルと比べて多い。
KBS prime（プレミアム文化専門）
キャッチフレーズは「Leader's Choice」。1996年、衛星2テレビとして開局したこのチャンネルは、文化・歴史・生活情報などを放送する。
KBS Kids（子供向け専門）
子供番組専門チャンネルで、かつて2TVで放送されていた幼児向けフィクション『フートス』のキャラクターをマスコットとしていた。
KBS W（女性向け専門）
女性向けの番組が多数放送されている。
KBS News D（ニュース専門）
インターネット限定放送。このコンテンツオリジナルのニュースやドキュメンタリーを放送している。地上波チャンネルの全定期ニュース番組とサイマル放送をしている。

### 国内向けラジオ放送
KBS第1ラジオ“ニュースチャンネル”
略称：KBS 1R。ニュース・時事情報専門の24時間放送である。午前5時を基点とし、愛国歌はその前に放送。中波（AM）による放送が基本だが、混信対策も兼ねて標準FM放送も全国的に放送されている。
KBS第2ラジオ“Happy FM”
略称：KBS 2R。「健康な家族・娯楽チャンネル」として、インターネットと連動した放送を実施。KBSオリジナル系統ではあるものの、後に吸収した“愛の声放送”以前の旧第3ラジオを2TVと同じく東洋放送から引き継いだ経緯から、ソウルのみAMでも放送されており、その他の地域ではFMのみの放送。放送時間は5時から翌朝3時。
夜10時からの人気番組「夜を忘れたあなたに」は東洋放送時代から続く人気長寿番組。オープニングテーマ曲も「シバの女王」と、TBC当時と全く変わっていない。ただ放送時間が10時からと、当時の開始時間に比べ若干早くなっている。
KBS第3ラジオ“愛の声放送”
2000年放送開始。障害者や社会的弱者に向けた生活情報を中心とした番組編成。放送時間は5時から翌朝3時。「HLKC（-SFM）」のコールサインを用いたラジオ放送を旧第3ラジオ閉局以来19年ぶりに復活させたもの。ソウル首都圏のみ標準FM放送を2010年から開始したため、国内対象のAM局は全て標準FMを実施するようになった。それ以外の地区でも第2ラジオのAM波はコールサインをそのままにして当局に変更したため、AMのみの放送となっている。
ソウル、大邱、光州、江陵、昌原地区で放送中。かつては群山、順天地区でも放送していた。
1980年12月1日から1981年9月6日まで運営していた第3ラジオとは関係ない。
KBS第1FM“Classic FM”
器楽曲専門放送で、クラシック、ジャズはもちろんのこと、韓国の放送局ということもあり、国楽も扱う。1Rとは別の系統である。24時間放送。ソウル首都圏以外におけるKBSのFM局はこの系統だけであり、地域ごとに局名・愛称が異なる。
大邱局のものは韓国FM放送から引き継いだ系統のため、未だに独自番組が他局よりも多くなっている。
KBS第2FM“Cool FM”
地上DMB音声放送“U-KBS MUSIC”
ポピュラー音楽専門放送。2TV、2Rと同じく東洋放送から引き継いだ。前者の系統は首都圏のみではあるが、首都圏以外の地区では第2ラジオに移してネットしている番組もある。後者の系統は全国向けで、前者系統のサイマル放送を実施しているが、ごく一部でサイマル放送を行っていない時間もある。24時間放送。

### 国外向け放送
- KBSワールドラジオ（旧称：ラジオ韓国）
一般海外向け短波・インターネット放送。
- KBS韓民族放送（旧称：社会教育放送）
  - 韓国の反共体制の一環として、周辺国の同胞に向けて中波と短波（第1放送のみ）で放送。また、朝鮮半島南北間の相互理解拡大を目指した番組も放送されている。
  - 地上波は第1放送と第2放送があり、重複する時間帯は全てサイマル放送。放送対象地域は日本・中国・樺太（サハリン）・ロシア沿海地方。インターネット放送は24時間放送のため、地上波のサイマル放送ではあるものの、地上波とは別の系統である。
  - 第2放送（1170kHz）の送信所と周波数を間借りする形で、夕方から夜にかけてエリア向け言語によるKBSワールドラジオの放送が流されている。
- 国際テレビ放送（KBS WORLD TV）
- KBS WORLD チャンネル（スカパー! 656ch、2006年3月1日開始）→KBS JAPANが運営

## 歴史
1926年
- 11月30日...「社団法人京城放送局」設立が許可される。

1927年
- 1月20日...京城放送局、試験放送開始。
- 2月16日...京城放送局開局。呼出符号JODK、周波数870キロサイクル、空中線電力1kW。

1932年
- 4月7日...「社団法人朝鮮放送協会」に改組、京城放送局は後に「京城中央放送局」に改称。

1933年
- 4月26日...京城中央放送局、朝鮮語による第2放送開始。従前の放送は日本語による第1放送となる。空中線電力を共に10kWとする。

1935年
- 9月21日...釜山放送局開局、以後順次朝鮮全土にネットワークを広げる。

1937年
- 4月17日...京城中央放送局第2放送の空中線電力を50kWに増強。

1945年
- 8月15日 - 終戦の詔勅を中継放送。
- 8月26日...日本敗戦により朝鮮半島北部を占領したソ連軍が南北の中継回線を切断。
- 9月9日...京城に進駐した米軍が京城中央放送局を接収し、日本語による放送終了。以後米軍の管理下に置かれる。

1948年
- 8月6日...大韓民国発足により朝鮮放送協会が「大韓放送協会」に改称。その後大韓放送協会は解散させられ、国営となる。

1953年
- 8月15日...KBSワールドラジオの源流となる「自由大韓の声」放送開始。

1961年
- 7月1日...自由大韓の声を「ソウル国際放送局」に改称。
- 10月15日...政権を掌握した朴正煕により、韓国初のテレビ局「大韓放送」が国に接収され廃局となる。
- 12月31日...接収した大韓放送を引き継ぐ形で「ソウルテレビジョン放送局」開局。

1968年
- 7月25日...ソウル中央放送局、ソウル国際放送局、ソウルテレビジョン放送局を統合し、国営中央放送局が発足。

1973年
- 3月3日...放送事業を公社化し、「韓国放送公社」発足。

1976年
- 汝矣島放送センター本館運用開始。

1979年
- FMステレオ音楽放送開始。

1980年
- 12月1日...言論統廃合政策により東洋放送、東亜放送などの民放を統合。カラーテレビ放送開始。

1981年
- 2月2日...第3テレビジョン、教育FM放送開始。

1990年
- 12月27日...第3テレビジョンと教育FM放送を韓国教育開発院に移管。

2000年
- ラジオ第3放送「愛の声放送」開始。

2001年
- 3月3日...「韓国放送」の愛称を導入。
- 11月5日...デジタルテレビジョン放送開始。

2004年
- 10月31日...合理化のため地域放送局の統廃合を実施。

2012年
- 12月31日...首都圏地域を最後にアナログテレビジョン放送を午前4時をもって終了した。

## 歴代代表取締役社長
| 歴代 | 名前            | 就任           | 退任                |
| ---- | --------------- | -------------- | ------------------- |
| 1代  | 洪景模 (홍경모) | 1973年2月21日  | 1979年2月20日       |
| 2代  | 洪景模 (홍경모) | 1973年2月21日  | 1979年2月20日       |
| 3代  | 崔世卿 (최세경) | 1979年2月21日  | 1980年7月28日       |
| 4代  | 李元洪 (이원홍) | 1980年7月28日  | 1985年2月19日       |
| 5代  | 李元洪 (이원홍) | 1980年7月28日  | 1985年2月19日       |
| 6代  | 朴鉉兌(박현태)  | 1985年2月20日  | 1986年8月29日       |
| 7代  | 鄭九鎬 (정구호) | 1986年8月30日  | 1988年11月3日       |
| 8代  | 徐英勳 (서영훈) | 1988年11月3日  | 1990年3月8日        |
| 9代  | 徐基源(서기원)  | 1990年4月9日   | 1993年3月16日       |
| 10代 | 洪斗杓(홍두표)  | 1993年3月17日  | 1998年4月1日        |
| 11代 | 洪斗杓(홍두표)  | 1993年3月17日  | 1998年4月1日        |
| 12代 | 朴權相(박권상)  | 1998年4月20日  | 2003年3月10日       |
| 13代 | 朴權相(박권상)  | 1998年4月20日  | 2003年3月10日       |
| 14代 | 徐東九 (서동구) | 2003年3月22日  | 2003年4月2日        |
| 15代 | 鄭淵珠(정연주)  | 2003年4月28日  | 2008年8月11日(解任) |
| 16代 | 鄭淵珠(정연주)  | 2003年4月28日  | 2008年8月11日(解任) |
| 17代 | 鄭淵珠(정연주)  | 2003年4月28日  | 2008年8月11日(解任) |
| 18代 | 李炳淳(이병순)  | 2008年8月26日  | 2009年11月23日      |
| 19代 | 金仁圭(김인규)  | 2009年11月24日 | 2012年11月23日      |
| 20代 | 吉桓永(길환영)  | 2012年11月23日 | 2014年6月10日(解任) |
| 21代 | 曺大鉉(조대현)  | 2014年7月28日  | 2015年11月23日      |
| 22代 | 高大榮(고대영)  | 2015年11月24日 | 2018年1月23日(解任) |
| 23代 | 梁承東(양승동)  | 2018年4月9日   | 2018年11月23日      |

## シンボルマーク

1961年10月15日 - 1973年3月1日
1973年3月2日 - 1984年10月28日
1984年10月29日 - 現在

## 本社の概要

### 所在地
- 本館：郵便番号150-790 大韓民国ソウル特別市永登浦区汝矣公園路13（汝矣島洞）
英文表記：18, Yeouido-dong, Yeongdeungpo-gu, Seoul 150-790.
  - 本館はソウル地下鉄5号線・9号線の汝矣島駅から徒歩10分程度。
- ほか、9号線セッカン駅に近い別館がある。この別館は旧東洋放送本社である。

### 送信所・中継局一覧

#### デジタルテレビ
第1テレビ
- リモコンキーID：9-1
- 呼出符号：HLKA-DTV

第2テレビ
- リモコンキーID：7-1
- 呼出符号：HLSA-DTV

EBSテレビ
- リモコンキーID：10-1
- 呼出符号：HLQL-DTV

| 送信所 | 物理チャンネル | 物理チャンネル | 物理チャンネル | 空中線電力 |
| 送信所 | 第1テレビ      | 第2テレビ      | EBSテレビ      | 空中線電力 |
| ------ | -------------- | -------------- | -------------- | ---------- |
| 冠岳山 | K-15ch         | K-17ch         | K-18ch         | 2.5kW      |
| 南山   | K-22ch         | K-45ch         | K-46ch         | 5kW        |
| 仏光   | K-26ch         | K-28ch         |                | 90W        |
| 白蓮   | K-20ch         | K-51ch         |                | 90W        |
| 貞陵   | K-320ch        | K-51ch         |                | 50W        |
| 長位   | K-38ch         | K-47ch         |                | 90W        |

#### アナログテレビ
［2012年12月31日午前4時終了］
第1テレビ
- 呼出符号：HLKA-TV

第2テレビ
- 呼出符号：HLSA-TV
- 旧「東洋テレビジョン（TBC/HLKC-TV　ただし前身DTVとして開局から中央日報社と統合時しばらくはHLCE-TVを使用。）」

EBSテレビ
- 呼出符号：HLQL-TV

| 送信所 | チャンネル | チャンネル | チャンネル | 空中線電力         |
| 送信所 | 第1テレビ  | 第2テレビ  | EBSテレビ  | 空中線電力         |
| ------ | ---------- | ---------- | ---------- | ------------------ |
| 南山   | K-9ch      | K-7ch      | K-13ch     | 50kW / 50kW / 10kW |
| 冠岳山 | K-25ch     | K-37ch     | K-43ch     | 30kW / 10kW / 30kW |
| 仏光   | K-49ch     | K-52ch     | K-60ch     | 500W               |
| 白蓮   | K-20ch     | K-32ch     | K-39ch     | 500W               |
| 貞陵   | K-53ch     | K-57ch     | K-59ch     | 100W               |
| 東小門 | K-49ch     | K-36ch     | K-39ch     | 10W                |
| 長位   | K-20ch     | K-45ch     | K-23ch     | 500W               |
| 杏堂   | K-57ch     | K-21ch     | K-31ch     | 10W                |

#### ラジオ
ラジオはテレビと異なり、仁川市・京畿道も本社直轄である。
第1ラジオ
- AMは1927年2月16日、標準FM（本社直轄）は1988年5月2日放送開始。
- ※は放送開始時のアナウンスがなされる局

| 送信所                      | 周波数     | 空中線電力 | 呼出符号 |
| --------------------------- | ---------- | ---------- | -------- |
| ※蘇莱送信所 （仁川市）      | AM 711kHz  | 500kW      | HLKA     |
| ※冠岳山送信所 （ソウル市）  | FM 97.3MHz | 10kW       | HLKA-SFM |
| ※龍門山中継所 （楊平郡）    | FM 90.3MHz | 1kW        | なし     |
| 紺岳山中継所 （坡州市ほか） | FM 91.5MHz | 500W       | なし     |
| 城南中継局 （城南市）       | FM 93.5MHz | 20W        | なし     |
| 龍仁中継局 （龍仁市）       | FM 88.1MHz | 20W        | なし     |

第2ラジオ（HappyFM）
- AMは1933年4月26日、標準FM（本社直轄）は2000年7月1日放送開始。

| 送信所                | 周波数      | 空中線電力                  | 呼出符号 |
| --------------------- | ----------- | --------------------------- | -------- |
| 南陽送信所 （華城市） | AM 603kHz   | 250kW（昼間） 500kW（夜間） | HLSA     |
| 冠岳山送信所          | FM 106.1MHz | 10kW                        | HLSA-FM  |

第3ラジオ（愛の声放送）
- AMは2000年1月1日放送開始。この呼出符号（コールサイン）・周波数（HLKC/639kHz）はかつて東洋放送が使用していた。
- 2010年に周波数を1134kHzに変更。この周波数は韓民族放送第1で使用されていた（972kHzとサイマル放送）。標準FM（本社直轄）は2010年4月20日放送開始。

| 送信所                | 周波数      | 空中線電力 | 呼出符号 |
| --------------------- | ----------- | ---------- | -------- |
| 華城送信所 （華城市） | AM 1134kHz  | 500kW      | HLKC     |
| 冠岳山送信所          | FM 104.9MHz | 2kW        | HLKC-SFM |

第1FM（Classic FM）
- 1979年4月2日放送開始。

| 送信所       | 周波数     | 空中線電力 | 呼出符号 |
| ------------ | ---------- | ---------- | -------- |
| 冠岳山送信所 | FM 93.1MHz | 10kW       | HLKA-FM  |

第2FM（Cool FM）
- 1965年6月26日にソウルFM放送株式会社が呼出符号HLCD-FMで放送を開始、東洋放送との経営統合に伴い1966年8月15日、呼出符号HLKC-FMに変更。
- KBS第2FMとしては、言論統廃合により東洋放送を吸収した翌日の1980年12月1日放送開始。

| 送信所       | 周波数     | 空中線電力 | 呼出符号 |
| ------------ | ---------- | ---------- | -------- |
| 冠岳山送信所 | FM 89.1MHz | 10kW       | HLKC-FM  |
| 白翎中継局   | FM 90.9MHz | 100W       | なし     |
| 城南中継局   | FM 97.7MHz | 20W        | なし     |

韓民族放送
- 1972年放送開始。本社直轄。

| 送信所                        | 周波数     | 空中線電力 | 呼出符号 | 備考    |
| ----------------------------- | ---------- | ---------- | -------- | ------- |
| 唐津送信所 （忠清南道唐津市） | AM 972kHz  | 750kW      | HLCA     | 第1放送 |
| 華城送信所                    | SW 6015kHz | 100kW      | HLK2     | 第1放送 |
| 金堤送信所 （全羅南道金堤市） | AM 1170kHz | 500kW      | HLSR     | 第2放送 |

#### 地上波DMB
U-KBS
- 呼出符号：HLKA-TDMB

| 送信所                       | 物理チャンネル（周波数） | 空中線電力 |
| ---------------------------- | ------------------------ | ---------- |
| 冠岳山送信所                 | K-12Bch (207.008MHz)     | 2kW        |
| 南山中継所 （Nソウルタワー） | K-12Bch (207.008MHz)     | 2kW        |
| 仏光中継所 （ソウル市）      | K-12Bch (207.008MHz)     | 90W        |

## 主なテレビ番組

### ドラマ
- 宮廷女官キム尚宮
- 龍の涙
- 王と妃
- 冬のソナタ
- オータム・イン・マイ・ハート 〜秋の童話〜
- 夏の香り
- 妻
- 不滅の李舜臣
- 海神
- 快傑春香
- サンドゥ、学校へ行こう!
- フルハウス
- 18・29
- 復活
- 春のワルツ
- 魔王
- ファン・ジニ
- 大王世宗
- 大祚榮
- 風の国
- 恋愛結婚
- IRIS 〜アイリス〜
- 結婚できない男

### アニメ
- 幻影闘士バストフレモン
- キャッチ!ティニピン
- タイムトラベラー・ルーク（朝鮮語版）（「時間旅行者ルーク」のタイトルで放送）

#### 日韓合作
- カード王 ミックスマスター
- ララのスター日記（きらりん☆レボリューション）
- エレメントハンター
- じゅろりん動物探偵（あにゃまる探偵 キルミンずぅ）

#### 日本製作
- デジモンアドベンチャーシリーズ
  - デジモンアドベンチャー
  - デジモンアドベンチャー02
  - デジモンテイマーズ
- ONE PIECE
- ヒカルの碁（「ゴースト囲碁王」のタイトルで放送）

### ニュース

#### 1TV
- KBSニュース広場 (KBS뉴스광장)
  - 月曜～土曜6:00～7:50。ローカル枠は7:35頃～。平日のみの放送。（手話）
  - 平日の6時台の前半 (6:00～6:15) を第1ラジオと同時放送。
    - 祝日は6:00〜6:10にKBSニュースを放送し、KBSニュース広場は7:00開始となる
- KBSニュース (930) (KBS뉴스(930)) 
  - 平日9:30～10:00（手話）（9:50頃～10:00はローカル枠）。
    - 祝日は9:30〜9:40に縮小
- KBSニュース12 (KBS뉴스12)
  - 平日12:00～13:00。（手話放送）
    - 祝日はKBSニュースとして12:00〜12:20に放送）
- KBSニュース2 (KBS뉴스2)
  - 平日14:00〜14:30。（手話）
    - 祝日はその日の編成によるが、KBSニュースとして14:00〜10分間ないし15分間放送）
- KBSニュース5 (KBS뉴스5)
  - 平日17:00～17:30。（手話）
    - 祝日はKBS ニュースとして17:00〜17:10に放送）
- KBSニュース7 (KBS뉴스7)
  - 平日19:00～19:40。月曜〜木曜は全編ローカル枠。金曜日のローカル枠は19:30頃～19:35頃。（手話）
    - 祝日は19:00〜19:20に縮小
- KBSニュース9 (KBS뉴스9)
  - 平日21:00～22:00、土日21:00～21:40。ローカル枠は平日21:35頃～21:45過ぎ、土日21:25頃～21:30過ぎ。（手話）
  - 「MBCニュースデスク (MBC 뉴스데스크)」と並ぶ韓国を代表するニュース番組。前半部は第1ラジオ放送と同時放送。日本では日本放送協会（NHK）の「ニュースウオッチ9」と同時間帯。
  - テレビ欄上の表記は「KBSニュース9 (KBS 뉴스 9)」であるが、実際の放送では「KBS 9時のニュース (KBS 아홉시 뉴스)」と言っている。
  - 番組の前半 (平日21:00～21:30、土日21:00〜21:20) を第1ラジオ、第3ラジオ、韓民族放送と同時放送
- KBSニュースライン (KBS뉴스라인)
  - 月曜〜木曜23:30～24:10、金曜23:40〜24:10。（手話）
- KBSニュース (KBS뉴스)
- KBS週末ニュース (KBS주말뉴스)
  - 週末24時台に10分間（その日の編成によって放送時間が変わり、25時台に放送する場合もある）、土曜9:30～9:40（手話）、日曜8:00～8:10（手話）。
  - 日曜は6:00～6:10 （手話放送）
  - 土日は12:00～12:10（手話放送）
  - 土日は17:00～17:10（手話放送）
  - 土日は19:00～19:10（手話放送）
- KBSニュース特報(KBS뉴스특보)
- KBS気象特報(KBS기상특보)

このうち、日本向けテレビ国際放送「KBS WORLDテレビ」では、「ニュース広場」（平日で第1部のみ）、「ニュース9」（2022年1月より平日のみに縮小）を同時に放送する。

#### 2TV
- KBS朝のニュースタイム (KBS아침뉴스타임)
  - 平日9:00～9:20。（祝日は放送休止）
- 地球村ニュース (지구촌뉴스)
  - 平日10:40～11:00。世界のニュースやトピックを紹介。（祝日は放送休止）
- KBSニュースタイム (KBS뉴스타임)
  - 平日15:00～15:10。（祝日は放送休止）
- KBS統合ニュースルームET (KBS통합뉴스룸ET)
  - 月曜～木曜17:50～18:30、火曜〜木曜24時台（その日の編成によって放送時間が変わり、25時台に放送する場合もある）。主に、経済関係のニュースを放送する。（祝日は放送休止）
- KBS災難放送センター(KBS재난방송센터)
  - 日曜7:00～7:10、月曜〜木曜25時台（その日の編成によって放送時間が変わる）。

備考
- 第1テレビジョンのKBSニュース広場、KBSニュース12、KBSニュース9はNHK-BS1のワールドニュース（ニュース広場→「ワールドWave モーニング」と「ワールドWave」、ニュース12→「ワールドWave アジア」、ニュース9→「ワールドWave トゥナイト」と「ワールドWave アジア」（記事によっては翌朝の「ワールドWave モーニング」））でも放映されている。ハイビジョンで制作されているため、デジタル放送は16:9のワイド画面で放送されており、NHKのデジタル総合テレビでは韓国KBSのニュースが放送される際、ハイビジョン画質で見ることができる。
- 長らく、KBSニュース9の開始時間が半端な時間なのはヘッドラインが20：58′30″から開始する為であった。現在はOPの後にヘッドラインが流れているため、21:00開始である。また、過去に第2テレビジョンで放送されたKBS8ニュースタイムも同様（19：58′30″開始）であった。

### 情報番組
- 生放送 世界の朝（생방송 세상의 아침）（第2テレビジョン、平日6:00～/放送終了）
- 生放送 今日（생방송 오늘）（第2テレビジョン、平日6:00～放送終了）
- 2TV朝（2TV 아침）（第2テレビジョン、平日6:00～）
- 生放送 朝がいい（생방송 아침이 좋다）（第2テレビジョン、平日7:00～08:00）
- 生放送 朝の広場（아침마당）（第1テレビジョン、平日8:30～）
- 6時 我が故郷（6시 내고향）（第1テレビジョン、平日18:00～）
- 生放送 時事360（생방송 시사360）（第2テレビジョン、月曜～木曜24:15～/放送終了）
- 生放送 世界は今（생방송 세계는 지금）（第2テレビジョン、月曜～木曜20:20～20:50）
- 追跡60分（추적 60분）（第2テレビジョン、土曜22：15～）
- VJ特攻隊（VJ특공대）（第2テレビジョン、金曜21:55～）
  - 当番組の一部が「VJ突撃隊」の名義でNHK BS1の「ほっと@アジア」にて毎週火曜日に放送されている。
- 取材ファイル4321（第1テレビジョン、日曜21:40～）
- リビングショーあなたの6時（리빙쇼 당신의여섯시）（第2テレビジョン、月～木18:10/放送終了）
- 法律バラエティ～依頼人K（의뢰인K） （第2テレビジョン金曜19:55～20:55/放送終了）
- TV批評 視聽者デスク（TV비평 시청자데스크）（第1テレビジョン、金曜13:00～14:00)
- TVグショ 珍品名品（TV쇼 진품명품）（第1テレビジョン、日曜11:00～12:00）
- 挑戦! ゴールデンベル（도전! 골든벨）（第1テレビジョン、日曜19:10～20:05）
  - KBS WORLD TVでは、「特ダネニュース」の名義で放送されている。
- 生生情報通（생생정보통）（第2テレビジョン1.月～木18:30~18:40,平日 20:30~20:50/放送終了）
- 動物の世界（동물의 세계）
- 動物の王国（동물의 왕국）
- KBS杯バドゥク王戦（KBS바둑왕전）
- テレビ囲碁アジア選手権戦（TV바둑아시아선수권대회)
- KBS杯 将棋王戦（KBS장기왕전）

### 音楽・バラエティ
- 歌謡舞台（第1テレビジョン、月曜10:00～）
- 開かれた音楽会（第1テレビジョン、日曜18:00～）KBSホールで定期収録。
- ハッピートゥゲザー3（第2テレビジョン、木曜23:05～）トークバラエティ
- ギャグコンサート（第2テレビジョン、日曜21:05～）若手コメディアンによるショートコント番組。
- スポンジ2.0（第2テレビジョン、土曜18:40～）フジテレビ「トリビアの泉」の盗作と批判を浴びた番組。
- 楽しい日曜日・ハッピーサンデー（第2テレビジョン、日曜17:30～）（2時間余のワイドバラエティで「スーパーマンが帰ってきた」と「1泊2日」の2番組を放送）
- クイズ大韓民国（第1テレビジョン、日曜10:00～）
- ミュージックバンク（第2テレビジョン、金曜18:30～）
- 愛のリクエスト（第1テレビジョン、土曜18:00～）
- 全国のど自慢（第1テレビジョン、日曜12:10～）日テレ、Aで司会者が紹介された（2005年5月15日）。
- コンサート7080（第1テレビジョン、日曜11:10～）
- 国楽の祭典だ（국악한마당）（第1テレビジョン、土曜13:15～14:05）
- TVショー珍品名品（TV쇼 진품명품）（第1テレビジョン、日曜11:00～）
- 美女たちのおしゃべり2（미녀들의 수다2、第2テレビジョン、月曜23:05～）
- 想像プラス（第2テレビジョン、火曜23:05～）
- 1対100（第2テレビジョン、火曜20:55 (1대100、1 vs. 100の韓国版にあたるクイズ番組。
- 演芸家 中継（연예가 중계、第2テレビジョン、金曜20:55~)
- 天下無敵野球団　スポーツバラエティー。韓国の芸能人野球愛好家が結成した草野球チームの奮闘を描いたドキュメンタリータッチの番組。
- ヌガヌガ チャラナ （第2テレビジョン、金曜16:00～17:00）

## 受信料制度
KBSの受信料制度は、1961年のテレビ放送開始を機に導入された。日本のNHKとは異なり、当初はKBS独自で、続いて公共機関による委託徴収を経て、1994年からは受信料を韓国電力公社の電気料金に上乗せして徴収している。受信料の一部は韓国教育放送公社（EBS）と韓国電力公社にそれぞれ分配されている。世帯にテレビ受像機が無い家庭については、KBSに別途申告することで毎月の受信料を免除されるが、この手続きが煩雑であり（大韓民国のマスメディアでも、この件について批判報道があった）、実際にKBS受信料が免除されている家庭は少ない。
現行の制度は、受信料徴収にかかる費用を抑えることや、受信料公平負担を目的に導入された。この徴収制度によって受信料収入は増加し、広告収入も増加しているため、月額2,500ウォンのまま20年以上据え置かれているが、「公共放送にふさわしい財源に見直すべきだ」との意見が高まっているため、広告収入を縮小させ受信料を引き上げることも検討された。2010年10月現在、受信料を月額4,600ウォンとし、全体に占める広告収入の割合を20％以内とする法案が検討されている。
2023年6月、大統領府は韓国電力の電気料金と分離した上でKBS受信料を徴収するように放送通信委員会と産業通商資源部に勧告したことを発表した。これに伴い、同委員会などは放送法施行令の改正に動く方向で調整しており、朝鮮日報は早ければ同年内にも分離徴収が実現する可能性があると報じている。
全斗煥政権時代には、毎日ニュース番組のトップで大統領の動静を伝えたり（毎日午後9時になると、時報と同時に「全斗煥大統領閣下は」と始まっていたのを揶揄し、「땡」（テン）と時報が鳴ったら「全斗煥」（전두환）の頭文字「전」（ジョン、ただし実際にはチョンと発音）という音が聞こえるということで땡전뉴스（テンジョンニュース）と呼ばれていた）、総選挙時には与党候補に隔たった偏向報道を行って韓国の視聴者の反感を買い、KBS受信料ボイコット運動を起こされた。この受信料不払い運動によって、当時のKBSは受信料収入を50%も減らし、KBSの経営にも大きなダメージを負った。

### 受信料の現実化 - 健康な公営放送の始まり
言論統廃合による媒体・組織の肥大化により、受信料収入だけでは運営が困難となり、放送局の統廃合など経営合理化策を進める一方で、旧東洋放送系統のチャンネルだけではなく、公式ウェブサイト上でも国営企業を通じて広告を募り、その収入で不足分を補う事態となっていた。大韓民国の国会にも大韓民国政府を通じて受信料値上げに向けて制度改正を求めたものの、拒否されていた。なお、KBSの受信料は年間3万ウォンであり格安である。
このため、2013年12月10日に"수신료 현실화, 건강한 공영방송의 시작입니다."（受信料の現実化 - 健康な公営放送の始作です）というキャッチフレーズを掲げ、受信料値上げへの理解を求める一大キャンペーンを開始した。『KBSニュース9』後の繋ぎスポットも『韓国の遺産』から、受信料値上げに理解を求めるものに変わった。また、KBS理事会では受信料値上げの目的として実現した際に実行する「10大約束」を決め、放送などで広く示している。

## 論議を呼んだ報道
- 2014年2月9日、ソチオリンピックのフィギュアスケート団体戦ショートプログラムにおいて「浅田真央の演技が始まります。おそらく失敗するでしょう」とアナウンサーが実況したが、これを聞いた解説者が「今の浅田真央はキム・ヨナのライバルではないですね。キム・ヨナのジャンプの高さ、スピード、表現力は、浅田と比べ物になりませんね。例えるなら、成熟した魅力を持つ女性と小娘の力比べのようなものでしょう」と応じた[14]。

## 日本での視聴方法
- テレビ放送（KBS 1TV、2TV）は、韓国に比較的近い日本の一部地域（主に西日本以南）で、衛星放送を通じて受信可能である[15]。また、スポラディックE層が発生している時には、地上アナログ放送の電波をとらえることができた（九州北部や山陰地方は海上伝播による直接受信が可能）が、韓国のアナログテレビ放送終了により視聴出来無くなった。地上デジタルテレビ放送も、日本とエンコード方式が異なるATSCを採用しているため、ISDBのテレビ受像機では視聴出来ない。
- CS放送のスカパー!およびスカパー!プレミアムサービスにおいて、「KBSワールド」を視聴することが可能である。ニュース番組は生放送であるが日本語字幕や同時通訳が無く（NHK BS1のワールドニュースでは時差放送で日本語の同時通訳がある）、ドラマ・バラエティーなど多くの番組は一部を除き日本語字幕が付くため、本国よりも遅れて放送される（不定期のメンテナンス=主として深夜を除き、24時間放送）。
  - ニュース番組の同時放送対象番組　「KBSニュース広場」（平日6時台。以前は7時台や土曜の放送もあったが現在は平日6時台のみ）、「KBSニュース12」（平日12時台。前半35分間は手話通訳入り　2015年9月30日終了）、「KBSニュース9」（21時台。2022年1月より平日のみに縮小）
  - KBSワールド日本オリジナル番組として、K-POPの楽曲やアーティストの現状を取り上げる「輪!K-POP」が平日放送されている（2011年10月現在、月曜・水曜に新しい番組が更新され、翌日に当たる火曜・木曜は再放映）
  - これ以外にも、ひかりTVや全国主要ケーブルテレビ局でも視聴可能（チャンネルは異なるので、外部リンク「KBSWorld視聴方法」で確認）。
  - 2009年10月1日、スカパー!HD→スカパー!プレミアムサービス、eo光テレビ（チャンネル名は「KBS WORLD HD」）にて、2018年10月1日、スカパー!（チャンネル名は「KBS WORLD」）にてハイビジョン放送を開始した。
  - 番組中の「ステーションブレイク」中は、番組案内やK-POP（韓国のポップス歌手）のビデオクリップが放送されているが、2010年春頃から日本企業の通信販売のインフォマーシャルが挿入される時間もある。
- ラジオ放送は、国際放送の「KBSワールドラジオ」（日本語放送）はもとより国内向け中波放送も夕方から早朝にかけて日本国内でも聴取可能で、終日聴取可能な地域や日本国内の放送局と混信する地域もある。
  - 一時期、釜山放送本部が第1ラジオ放送の電波（当初は890KHz→891kHzのみ。後にAM・FM同時放送が開始されたのに伴い103.7MHzも追加）を利用して日本向け国際放送を同時放送[注釈 5] したことがあったが、現在は廃止されている。
- インターネット放送を使うことによって、テレビ・ラジオ放送が視聴が出来るようになっている。また、2006年より、KONG (KBS On Air No Gravity) という機能が独自に開発され、これにより簡単にラジオ放送が聴けるようになった。なお、テレビ・ラジオ放送を視聴するにはKBSへの会員登録が必要である。
  - 韓国に居住していない日本人も「海外に住む外国人」枠（実際は英語表記）で登録可能であるが、登録にあたってはパスポート番号や住民基本台帳カード番号など、全国民を一義的に区分できる公的身分証明書の番号入力が必須となっている。なお、これはKBSに限らず、韓国のインターネットサイトでは本人確認が日常的に行われている（韓国のインターネット参照）。
  - 同年11月には「KBSワールドラジオ」日本語放送の人気音楽番組SUNDAY MUSIC POWERの日本向け携帯配信サービスを開始。エンタメ配信サイト interest.TV を通してNTTドコモやauの携帯電話でも一部無料で聴けるようになった。
  - 2015年10月30日、ニュースの生放送に特化した「KBS WORLD 24」を開局。KBS 1TVでの最新ニュースやKBS 2TVでのドキュメンタリー番組を中心に編成され、YouTubeやニコニコ生放送によるインターネットストリーミング配信にて視聴が可能で、「KBSニュース広場」「KBSニュース12」「KBSニュース9」も、全編を通じて放送するようになった。その後、2021年7月に「KBS KOREA」にリニューアルし、1TVで放送している全てのニュースを全編同時放送するようになった他、夜の連続ドラマや幼児向け番組も放送されるようになった。また、これまで通り、ドキュメンタリー番組や教養番組も放送される。
- ラジオ部門では、これまでの短波放送に代わる、より効率のよい伝送路の開発を行っている。

## 備考
- 放送開始前（テレビでは午前 05:53）より、愛国歌をフルコーラス演奏している。また、ラジオ放送では愛国歌と併せて社歌も放送される。
- ジングルなどに使われるロゴソングは、ピ(Rain)が歌っている。
- 上述の社歌・ロゴソングとは別にKBSの歌という曲が存在する。これはKBSの対外向けキャンペーンソングとして製作されたもので、国際放送の時間調整（オルゴールとして）などに放送される。2番まで歌詞がある。
- 韓国の地方自治体公式サイトに設置されている実時間ニュースにKBSを使っている自治体もあるが、最近は国政広報処が運営する国政ブリーフィングに切り替えている自治体が多い。
- KBSワールドラジオでは、日本語放送を含む漢字文化圏全体の言語において、韓国での呼称に合わせており、「朝鮮民主主義人民共和国（北朝鮮）」を「北韓」（ほっかん）、「朝鮮半島」を「韓半島」（かんはんとう）、「朝鮮戦争」を「韓国戦争」（かんこくせんそう）と呼称しており、KBSワールドラジオの公式HP・アプリでも同様の表記が用いられる。ただし、スカパー!で放送している「KBS WORLD」では『南北の窓』などの番組であっても、日本語字幕では「北朝鮮」「朝鮮半島」「朝鮮戦争」を用いている。
  - なお、北朝鮮の国際放送、朝鮮の声放送（Voice of Korea）の日本語放送では韓国を「南朝鮮（みなみ・チョソン。ただし過去はみなみ・ちょうせん）」と表現している。逆のパターンではNHKワールド・ラジオ日本製作のハングルニュースでは北朝鮮をそのまま漢字語に直訳（プッチョソン[注釈 6]と読み上げている）したものが使われている。
- NHKとは本部レベルで包括提携しているが、各放送局レベルでも提携関係を樹立している。
  - 釜山放送総局 - NHK大阪放送局
  - 昌原放送総局 - NHK山口放送局（慶尚南道と山口県の友好都市関係による）
- また、1980年代の一時期、韓国文化放送（MBC）の筆頭株主となり、事実上「1局2波」と同等状態になっていたことがあった。（言論統廃合を参照）